# Albany (Wisconsin)
Pour les articles homonymes, voir Albany.
Albany est une localité du Comté de Green dans le Wisconsin.
Sa population était de 1 018 habitants en 2010.